# منصور میرقوامی
منصور میرقوامی (زاده ۵ مهر ۱۳۰۵) کشتی‌گیر آزاد اهل ایران بوده‌است.
وی در بازی‌های المپیک تابستانی ۱۹۴۸ در وزن ۷۴ کیلوگرم (Light Heavyweight) شرکت کرده‌است. میرقوامی در مرحله اول با نتیجه ۳ بر صفر از پت مورتون شکست خورد، وی در مرحله دوم نیز با همین نتیجه به یوژف تاریانی مجارستانی باخت و از مسابقات حذف شد.